# رباعیات گنجفه
مجموعهٔ رباعیات اثر اهلی شیرازی درگذشتهٔ سال ۹۴۲ هجری قمری است. اهلی آن را در وصف صورت‌های گنجفه و به مناسبت نقشی که هر یک از آن‌ها در بازی گنجفه دارند سرود. این مجموعه شامل نود و شش رباعی (به تعداد ورق‌های گنجفه) می‌باشد چنان‌که هر رباعی بجای یک برگ گنجفه ساخته شده‌است و اگر هر رباعی را بر یک برگ جداگانه بنویسند با مجموع آنها که نود و شش برگ خواهد شد می‌توان گنجفه باخت.